# 감비아 국립박물관

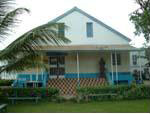

감비아 국립박물관은 감비아 반줄에 위치한 박물관이다. 박물관임에도 불구하고 일반 가정집에 지어졌다.
전시되어 있는 것은 옛 감비아 때 쓰였던 무기(ex 대포)등과 옛 절구, 토기, 삽, 괭이, 강을 건너기 위한 배, 감비아 전통 복장 등이 있다.